# Rosa kuhitangi
Rosa kuhitangi — вид рослин з родини трояндових (Rosaceae).

## Поширення
Вид зростає у Центральній Азії: Киргизстан, Туркменістан. Зростає по кам'янистих гірських схилах.